# Гендерный разрыв в оплате труда
Гендерный разрыв в оплате труда — средняя разница в оплате труда между мужчинами и женщинами. В среднем женщины получают меньшую зарплату, чем мужчины, хотя величина разрыва варьируется в разных странах. Причины разницы в оплате труда заключаются в сложном переплетении социальных и экономических факторов. Прежде всего на разрыв влияют последствия материнства, сегрегация в сфере труда и гендерная дискриминация женщин. Гендерный разрыв ведёт к занижению экономического развития и феминизации бедности. По данным отчета Организации экономического сотрудничества и развития за 2021 год «липкие полы» (ситуация, когда женщины дольше, чем мужчины, задерживаются на начальных позициях в карьерной иерархии), которые связаны с социальными нормами, гендерными стереотипами и дискриминацией, могут определять 40% гендерного разрыва в оплате труда.
Нескорректированный (unadjusted) гендерный разрыв в оплате труда рассчитывается как средняя разница между доходами мужчин и женщин. Согласно данным Международной организации труда по 73 странам мира, на 2019 год средняя разница в доходах мужчин и женщин составляла от 16 до 22% (практически не изменившись к 2023 году), согласно оценкам ООН в 2023 году — 20 %. Нескорректированный разрыв складывается из множества объективных факторов, таких как тип занятости, образование, должность и др. Учёт влияющих на зарплату факторов позволяет выявить «необъяснённый» гендерный разрыв, который может складываться  и из-за социально-экономических факторов, таких как штраф за материнство, сегрегация на рынке труда, и из-за неэкономических факторов, таких как дискриминация на рабочем месте или психологические и поведенческие различия.
По данным консалтинговой фирмы Korn Ferry, в среднем по всему миру (при анализе 33 стран) разница в оплате труда между мужчинами и женщинами составила в 2016 году 17,6 % в пользу мужчин. Если же сравнивать мужчин и женщин, работающих на одном должностном уровне, то гендерный разрыв равен 6,5 % в пользу мужчин; если брать одинаковой должностной уровень в одной компании, то 2.2 % в пользу мужчин, а с учётом одинаковых обязанностей 1,6 % в пользу мужчин.
Согласно проведённому НИУ ВШЭ мета-анализу, необъяснённый гендерный разрыв в заработной плате в России за период 1996-2021 варьируется в диапазоне от 5,3 до 69,9% и в среднем составляет 37,3%. Такие показатели объясняются прежде всего распределением мужчин и женщин в разных профессиональных отраслях и большей семейной нагрузкой на женщин: рождение ребёнка ведёт к снижению заработной платы женщины («штраф» за материнство), в то время как для мужчины ребёнок либо не оказывает влияния на доход, либо оказывает положительное влияние («премия» за отцовство).

## Причины

### Штраф за материнство
Разрыв в оплате труда во многом связан с рождением ребёнка и так называемым штрафом за материнство. Многие матери вынуждены отказываться от карьерного развития и расходовать большую часть своего времени на заботу о ребёнке, брать долгосрочный карьерный перерыв, после которого им бывает сложно снова включиться в рабочий процесс. Определённую роль играют и социокультурные стереотипы о матери как о менее продуктивном работнике. Исследование карьер медработников в Шотландии демонстрирует негативное влияние появления ребёнка на карьерный рост у женщин. Степень этого влияния уменьшается по мере взросления ребёнка, однако долгосрочные последствия карьерного перерыва («навёрстывание» после паузы в карьере) не компенсируются в дальнейшем, в том числе из-за того, что матери часто работают неполный рабочий день. Невыгодное положение женщин может быть причиной относительно высокой доли мужчин на руководящих должностях в этой отрасли (27,5% всех руководящих должностей занято мужчинами, которые составляют лишь 10,1% всех работников в этой области).

### Сегрегация на рынке труда
Важным фактором, влияющим на разницу в доходах, является профессиональная сегрегация, когда женский труд представлен в наименее оплачиваемых отраслях, а мужской — в наиболее прибыльных. Труд розовых воротничков, как называют людей на традиционно «женских» работах, как правило, оплачивается меньше труда работников традиционно «мужских» отраслей.
Так, в США женский труд непропорционально представлен в сфере образования и здравоохранения, среди офисного персонала. В то же время мужчины составляют большинство в сфере строительства, бытовых услуг, промышленности и транспорта. Несмотря на то, что разрыв в оплате труда существует во всех отраслях, традиционно «мужские» работы обычно оплачиваются выше, чем работа в преимущественно женских отраслях, даже со схожими требованиями к кандидатам. Даже несмотря на то, что в последнее время количество женщин на «мужских» работах, как, например, программирование, растёт и эти женщины зарабатывают больше «розовых воротничков», они всё равно получают меньшую зарплату, чем их коллеги мужчины.
Помимо отраслевой существует и вертикальная сегрегация или «стеклянный потолок», когда женщинам сложнее продвигаться по карьерной лестнице и занимать руководящие должности.

### Другие факторы
В последнее время возрос интерес исследователей к влиянию психологических и поведенческих гендерных различий на разрыв в заработной плате. Согласно ряду исследований, мужчины готовы смириться с более трудными
условиями труда в обмен на более высокую оплату по сравнению с женщинами, склонны больше конкурировать и рисковать. Эти различия могут объяснить часть необъяснимой строго экономическими методами разницы в оплате труда.
Исследования и научные эксперименты показывают, что женщины, начинающие переговоры о зарплате, рискуют создать о себе негативное представление у работодателя, в то время как для мужчин такой риск гораздо менее значителен. В среднем работодатели менее готовы принимать на работу женщин, если на собеседовании они начинают переговоры о зарплате. Осознание женщинами этого риска в свою очередь ведёт к меньшей готовности обсуждать зарплату и добиваться повышения, к большему стрессу при необходимости вести переговоры.